# Monastère de Divljana
Le monastère de Divljana (en serbe cyrillique : Манастир Дивљана ; en serbe latin : Manastir Divljana) est un monastère orthodoxe serbe situé à Divljana, dans le district de Pirot et dans la municipalité de Bela Palanka en Serbie. Il est inscrit sur la liste des monuments culturels protégés de la république de Serbie (identifiant no SK 600),.
Le monastère est dédié à saint Dimitri,.

## Localisation
Le monastère se trouve dans la partie méridionale de la Suva planina, à environ 5 km de Bela Palanka et à 450 m au-dessus du niveau de la mer.

## Historique
Le monastère a été construit sur le site d'un ancien temple édifié au IVe siècle av. J.-C. en l'honneur du dieu Mithra. Une première église monastique, prenant la forme d'une basilique paléochrétienne à trois nefs, y a été élevée en 394 ; selon la tradition, elle aurait été fondée par saint Nicétas de Rémésiana.
Le monastère a été détruit pour la première fois en 614, au moment des invasions slaves ; la ville de Remesiana, aujourd'hui Bela Palanka, qui était le siège d'un évêché, a été complètement détruite et le monastère, reconstruit, est devenu le centre spirituel de la région du Ponišavlje médiéval. Le monastère a été de nouveau détruit par les Ottomans vers 1386, un peu avant la bataille de Kosovo Polje (1389) ; il a été reconstruit en 1395 grâce aux frères Mrnavčević. Il est ensuite mentionné dans un « defter » (recensement) turc de 1574 et, en 1578, le voyageur allemand Stefan Gerlah visite l'établissement où vivent cinq moines qui dirigent une école. Les moines se livrent alors à la copie et à la reliure de livres. En 1719, le diplomate autrichien visite le monastère et indique que les religieux vivent selon le « typikon » de saint Basile le Grand.
Le monastère a gravement été endommagé en 1809 au moment du Premier soulèvement serbe contre les Ottomans, juste avant la bataille du mont Čegar. Mais, grâce aux efforts des villages alentour, l'église et son iconostase, les konaks et la bibliothèque ont été rapidement reconstruits ; en 1820, les tisserands de Pirot ont offert au monastère une grande icône représentant saint Spyridon. Les konaks ont été une nouvelle fois détruits lors de la guerre serbo-russo-turque de 1877-1878 qui allait donner son indépendance à la principauté de Serbie.
La nouvelle église du monastère a été construite entre 1877 et 1902, notamment sous l'impulsion de l'higoumène Agatangel Grk. Pour une raison inconnue, mais sans doute pour agrandir l'édifice, la nef a été démolie en 1902. Les travaux sur l'église ont repris sous la direction de l'architecte Milorad Ruvidić et ont été achevés en 1908.

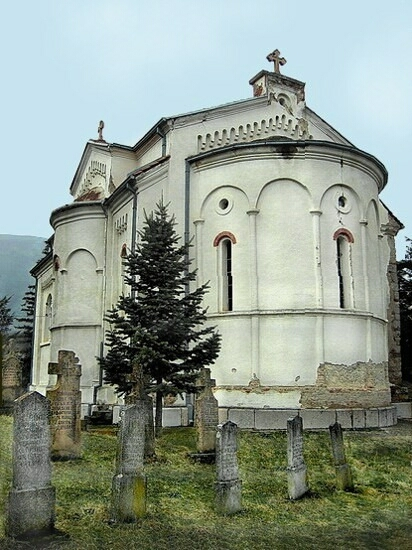
Le chevet de l'église et le cimetière

L'église a récemment été restaurée et un nouveau konak a été construit en 2005.

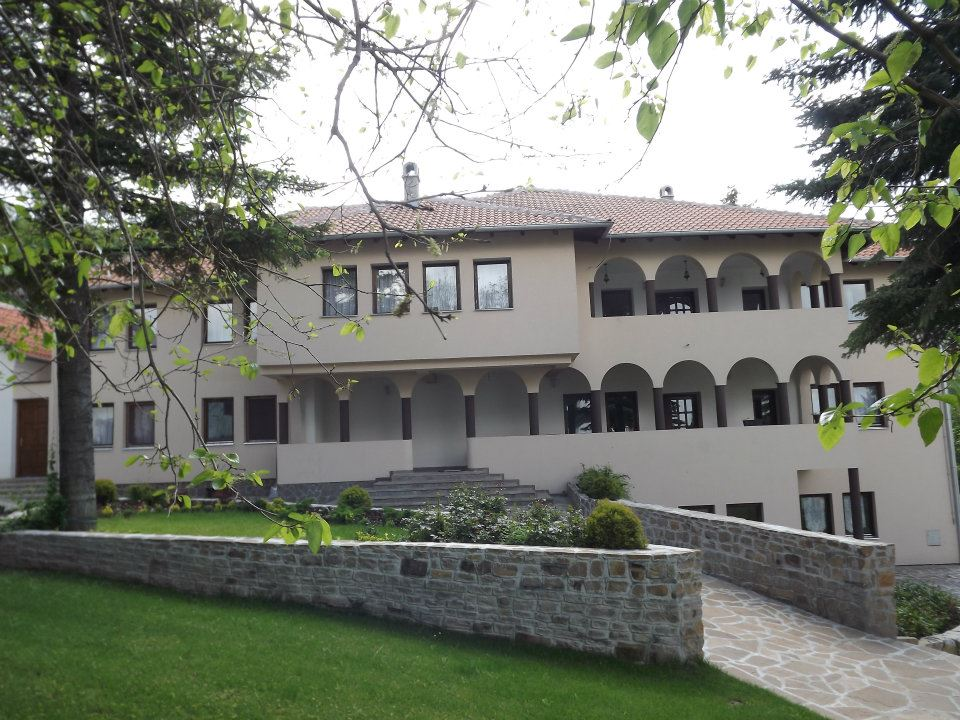
Le nouveau konak du monastère